# Enhedsvidenskab
Enhedsvidenskab er begrebet om, eller idealet om, en videnskab der gør brug af de samme metoder inden for alle videnskabsområder. De enkelte videnskaber – både de naturvidenskabelige, de samfundsvidenskabelige og de humanistiske - bør således anvende de samme teoretiske begreber.
Specielt den logiske positivisme har forsøgt at lave en enhedsvidenskab. Den logiske positivisme regner fysikken for at være den højst udviklede videnskab. Derfor skal enhedsvidenskabens begreber hentes fra fysikken, eller de skal i det mindste kunne reduceres til begreber fra fysikken. Fysikken skal således ifølge den logiske positivisme være grundmodellen for enhedsvidenskaben.